# Маньчжурский шаманизм
Маньчжурский шаманизм, маньчжурская народная религия или маньчжурская традиционная религия — этническая религия, которую исповедует большинство маньчжуров, основной основной народ тунгусской группы в Китае. Само слово «шаман» изначально происходит от тунгусского šamán, а затем было применено западными учёными к аналогичным религиозным практикам в других культурах.
Это анимистическая и политеистическая религия, включающая в себя поклонение нескольким богам и духам, возглавляемых вселенским богом неба по имени Абка Эндури («Бог неба» или «Бог Небес»), также называемым Абка Хан («Небесный хан» или «Хан небес») и Абка Ама («Небесный Отец»), первоначально Абка Хехе («Небесная женщина», расширительно «Небесная Мать»), который является источником всей жизни и творения. Божества (эндури) оживляют все аспекты природы и считается, что поклонение этим богам приносит удачу, здоровье и процветание. Многие из божеств изначально были предками манчжуров и люди с одной фамилией происходят от одного и того же бога.
Шаманы — это люди, наделённые необычайными способностями, силой и чувствительностью, способные воспринимать и предсказывать пути богов. Они наделены социальной функцией проведения церемоний жертвоприношения и обращения к божествам с просьбами о вмешательстве или защите. Благодаря своим способностям шаманы пользуются большим авторитетом и уважением. Обычно у каждого маньчжурского рода есть свой шаман.
Народные религиозные обряды маньчжуров были стандартизированы императором Цяньлуном (1736—1796) в Маньчжурском ритуале жертвоприношения богам и Небесам (Manjusai wecere metere kooli bithe), руководстве, опубликованном на маньчжурском в 1747 году и на цинском мандаринском кит. (欽定滿洲祭神祭る典禮) в 1780 году. Завоевав Китай и основав мультикультурную Империю Цин, маньчжуры постепенно переняли мандаринский язык и ассимилировались с китайской религией, хотя народная религия маньчжуров сохраняет особый характер в рамках более широкой китайской религии.

## История
Шаманизм был доминирующей религией чжурчжэней северо-восточной Азии и их потомков, маньчжуров. Ещё во времена династии Цзинь (1115—1234) чжурчжэни проводили шаманские церемонии в святилищах, называемых тансэ. Было два вида шаманов: те, кто впадал в транс и позволял духам овладевать собой, и те, кто проводил регулярные жертвоприношения небесам, предкам клана или духам-защитникам рода.
Когда Нурхаци (1559—1626), вождь чжурчжэней Цзяньчжоу, который изначально был вассалом династии Мин, объединил другие племена чжурчжэней под своей властью и основал династию Поздняя Цзинь в начале XVII века, он навязал духов-защитников своего рода, Айсинь Гьоро, другим родам и часто разрушал их святилища. Ещё в 1590-х годах он сделал шаманизм центральной частью ритуалов своего государства, принося жертвы небесам перед началом военных походов. Его сын и преемник Хунтайцзи (1592—1643), который переименовал чжурчжэней в «маньчжуров» и в 1636 году официально провозгласил династию Цин (1644—1912), ещё больше поставил шаманские практики на службу государству, в частности, запретив другим возводить новые тансэ (святилища) для ритуальных целей. В 1620-х и 1630-х годах правитель Цин проводил шаманские жертвоприношения в тансэ Мукдена, столицы Цин. В 1644 году, как только Цин захватили Пекин, начав завоевание Китая, они объявили его своей новой столицей и возвели там официальное шаманское святилище. В пекинском тансэ и в женских покоях Запретного города императоры Цин и профессиональные шаманы (обычно женщины) проводили шаманские церемонии вплоть до падения династии в 1912 году.
По крайней мере до XVIII века шаманизм был основой духовной жизни маньчжуров и отличал маньчжуров от ханьцев, даже когда маньчжурские знаменосцы, гарнизоны которых располагались по всему Китаю, перенимали многие аспекты образа жизни ханьцев. В 1747 году император Цяньлун (годы правления 1735—1796) поручил опубликовать «Шаманский кодекс», чтобы возродить и упорядочить шаманские практики, которые, как он боялся, были утеряны. Он распространил его среди знаменосцев, чтобы направлять их жизнь, но мы очень мало знаем о последствиях этой политики. Монголам и ханьцам было запрещено посещать шаманские церемонии. Отчасти из-за своего секретного аспекта эти ритуалы привлекали любопытство жителей Пекина и посетителей столицы Цин. Даже после того, как «Шаманский кодекс» был переведён на китайский язык и опубликован в 1780-х годах как часть «Полной библиотеки четырёх сокровищниц», посторонние мало что понимали в этих практиках.
Во время своих полевых исследований среди тунгусского населения Маньчжурии в 1910-х годах русский антрополог С. М. Широкогоров нашёл достаточно сохранившихся практик, чтобы построить теорию шаманизма, которая сформировала более поздние теоретические представления о шаманизме. Однако с конца 1980-х годов эти теории подвергались критике за игнорирование связи между шаманизмом и государством. Историки теперь утверждают, что шаманские практики в северо-восточной Азии были тесно связаны с созданием государств, анализ, который очень хорошо подходит для случая Цин.

## Ритуалы
При изучении маньчжурской религии обычно выделяют два типа ритуалов: «домашние» и «примитивные», которые могут проводиться в двух культовых контекстах: «императорском» и «обычном». Домашний ритуал в первую очередь включает в себя жертвоприношения предкам и является наиболее важным, в то время как примитивный ритуал включает в себя жертвоприношения зооморфным богам. Ритуальное руководство Цяньлуна было попыткой адаптировать ритуальные традиции всех родов к стилю ритуальных традиций императорского рода. Это удалось лишь отчасти, поскольку общие культы сохранились и со временем возродились.
Ритуал поклонения предкам одинаков в общих и императорских культах. Он состоит из трёх основных моментов: жертвоприношения на рассвете (чаоцзи), жертвоприношения на закате (сицзи) и «гасящего свет» жертвоприношения (бэйдинцзи), совершаемого в полночь. Как в обычных, так и в императорских ритуалах используется шест богов (кит. 神杆, шэнган, или 神柱 ,шэньчжу, маньчжурский: шомо) как средство установления связи с Небом.
В то время как домашний ритуал является светлым и гармоничным, примитивный или «дикий» ритуал ассоциируется с тьмой и таинственностью. В нём участвуют не божества неба, земли или предков, а зооморфные хтонические божества. Примитивный ритуал, основанный на техниках экстаза, долгое время не одобрялся судом (Хунтайцзи запретил его ещё в 1636 году).

## Храмы и боги
Изначально маньчжурские религиозные обряды проводились в святилищах, называемых тансэ (кит. 堂子, «зал»; или кит. 谒庙, «храм для посещений»), но, по крайней мере, к 1673 году все общественные тансэ были запрещены, за исключением императорского культового здания. Семьи продолжали проводить ритуалы на частных алтарях, называемых вэджэку.
В дополнение к тунгусским богам в распространённые культы постепенно вошли божества из китайской религии. Гуань Юй, чей воинственный характер привлекал маньчжуров, стал одним из самых любимых божеств. Другим популярным культом был культ Богини (кит. 娘娘).